# Proclossiana aphirape
Proclossiana aphirape är en fjärilsart som beskrevs av Jacob Hübner 1793. Proclossiana aphirape ingår i släktet Proclossiana och familjen praktfjärilar. Inga underarter finns listade i Catalogue of Life.